# Crambus sparselloides
Crambus sparselloides là một loài bướm đêm trong họ Crambidae.